# Szent Vitus
Szent Vitus vagy Szent Vid (Mazara del Vallo, 3. század vége – Lucania, 303. június 13.) vértanú, a gyógyszerészek, vendéglősök, sörfőzők, vincellérek, rézművesek, táncosok és színészek, fiatalok, háziállatok, a csehek, Prága, Fiume, Szászország és Szicília védőszentje. Vid, Vida ifjú ókeresztény vértanú, a középkor végének kedvelt pártfogója, a tizennégy segítőszent egyike.

## Legendája
Az Érdy-kódexben is megtalálható legenda szerint Szicília délnyugati tengerpartján, a mai Mazara del Vallo területén született. Hétéves volt, amikor nevelőjével, Modestusszal és dajkájával, Crescentiával Lucaniába szöktek, mert apja a kereszténység megtagadására akarta kényszeríteni. Mindhármukat Diocletianus római császár udvarába vitették, és noha Vitus meggyógyította a császár fiát, és más csodákat is véghezvitt, forró olajjal telt üstbe vetették. Egy angyal visszavitte Lucaniába, de ott hamarosan meghalt.

## Tisztelete
Tiszteletének első emlékei a 600-as évek körüli időkből maradtak fenn. 756-ban ereklyéit a párizsi Saint-Denis-bazilikába szállították, majd 836-ban a corveyi apátságba. 1355-ben a fejét Prágába vitték, és ott őrzik a Szent Vitus-dómban, amelyet Szent Vencel emeltetett a tiszteletére. Ereklyéit mintegy 130 helyen őrzik.
Győr városában is találkozhatunk a nevével: a mai Likócs őse egy falu volt a Mosoni-Duna két oldalán (rév kötötte össze őket, és vámszedő hely is volt), aminek a neve 1337-ből származó okiratok szerint Szenthwyd néven emlegetik a települést. Emlékét a Mosoni-Duna jobb oldalán Likócs városrészben utca őrzi a nevet: Szentvid utca. A bal parton, Bácsa városzrészben az ártérben található a Szent Vid-tanösvény, és az ebből a korból fellelt kápolna alapja.
A leggyakrabban üstben ülő fiúként ábrázolják, kezében pálmaággal, könyvvel és hollóval, sassal vagy kakassal. Utóbbival azért kapcsolták össze, mert az általa kiszorított szláv fényistenhez, Svantevithez hasonlóan neki is kakasokat áldoztak. Ritkábban megjelenik a szász királyok védőszentjeként, hermelinnel és országalmával.
Fiume városa 1991 óta Szent Vitus napját jelölte ki a város napjává.

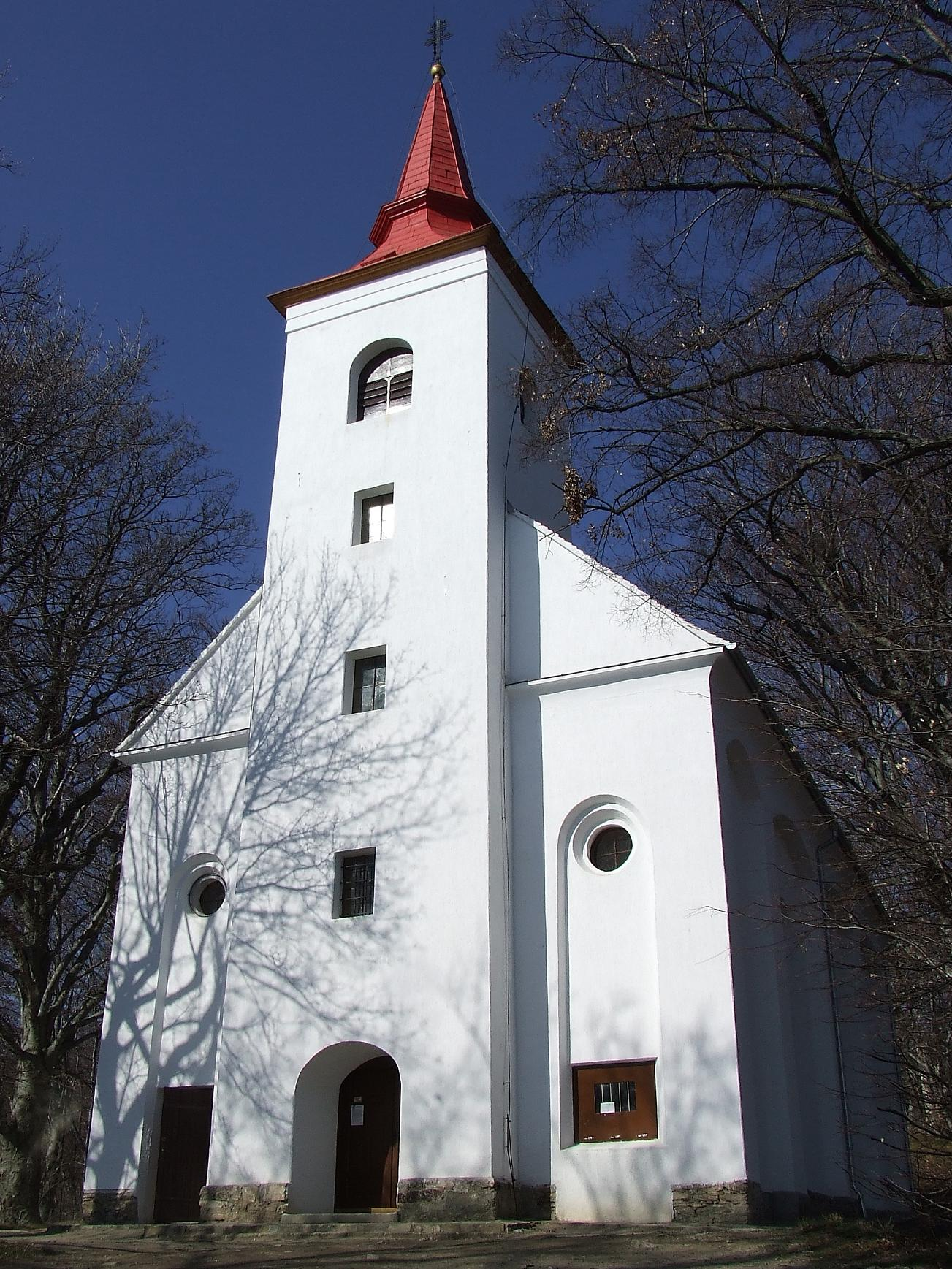
A Szent Vid-kápolna, Velem

Magyarországon Velem község fölötti Szent Vid-hegyen már a honfoglalás előtt templomot emeltek tiszteletére. Ennek helyén épült fel 1859-ben a ma is álló Szent Vid-kápolna.